# Lestijärvi
Lestijärvi és un poble i municipi de la regió d'Ostrobòtnia Central, a Finlàndia. El 2025, el municipi comptava amb 661 habitants, sent el número 300 de tot Finlàndia i el menys poblat de la part continental (sense comptar Åland). És un municipi monolíngüe finés.

## Geografia

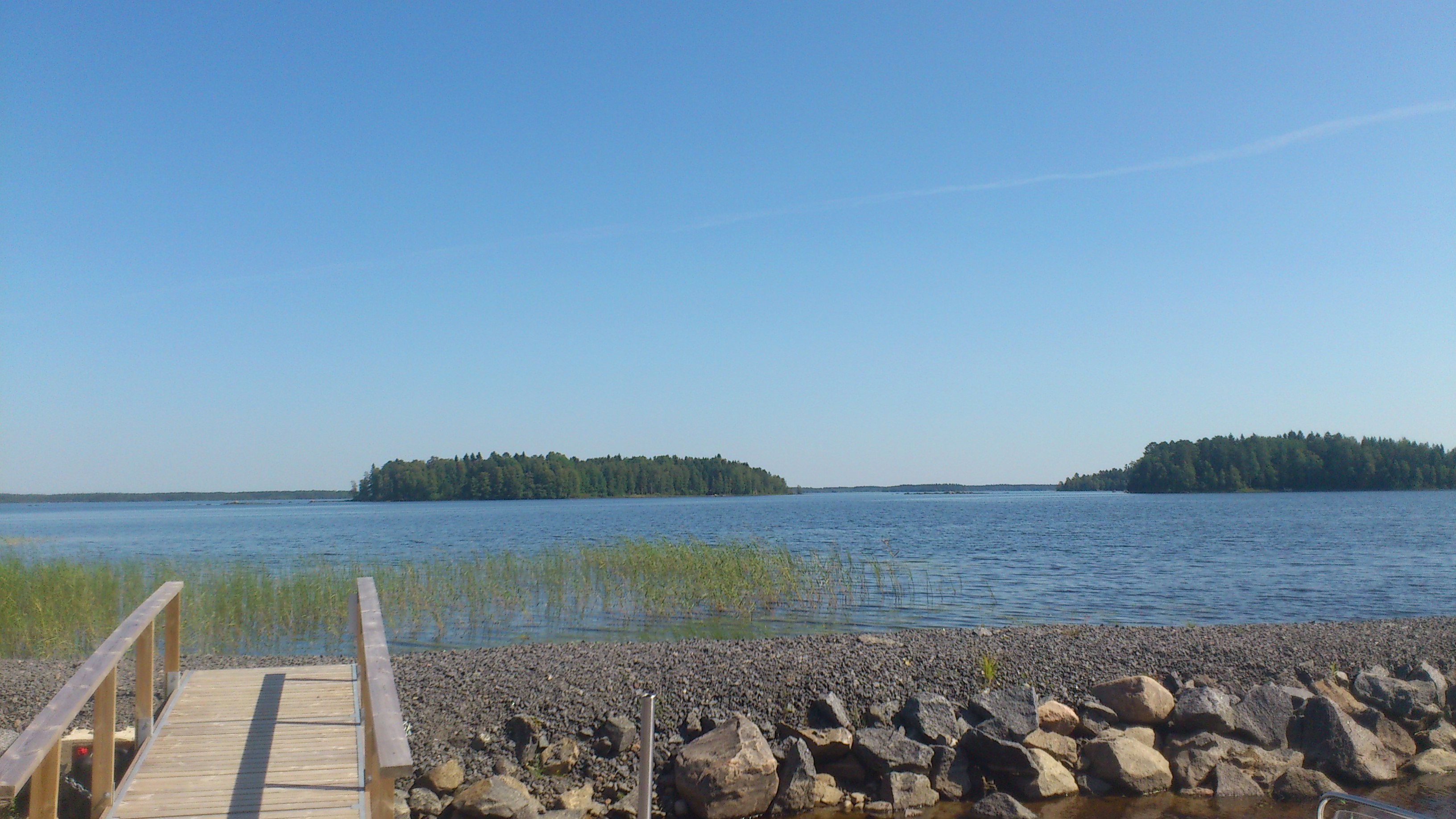
El llac Lestijärvi

El municipi de Lestijärvi, que rep el seu nom del llac Lestijärvi, es troba al sud-est de la regió d'Ostrobòtnia Central, al centre occidental de Finlàndia; entre els anys 1997 i 2009 formà part de la província de Finlàndia Occidental. El terme municipal de Lestijärvi abasta una extensió de 559,06 quilòmetres quadrats (Km²), dels quals 78,37 són d'aigua. El municipi de Lestijärvi limita al nord amb Toholampi, Kokkola (tots dos a la mateixa regió), Sievi i Reisjärvi (a la regió d'Ostrobòtnia del Nord; al sud amb Kinnula (a la regió de Finlàndia Central); i a l'oest amb Perho i Halsua, ambdós de la mateixa regió.

## Història

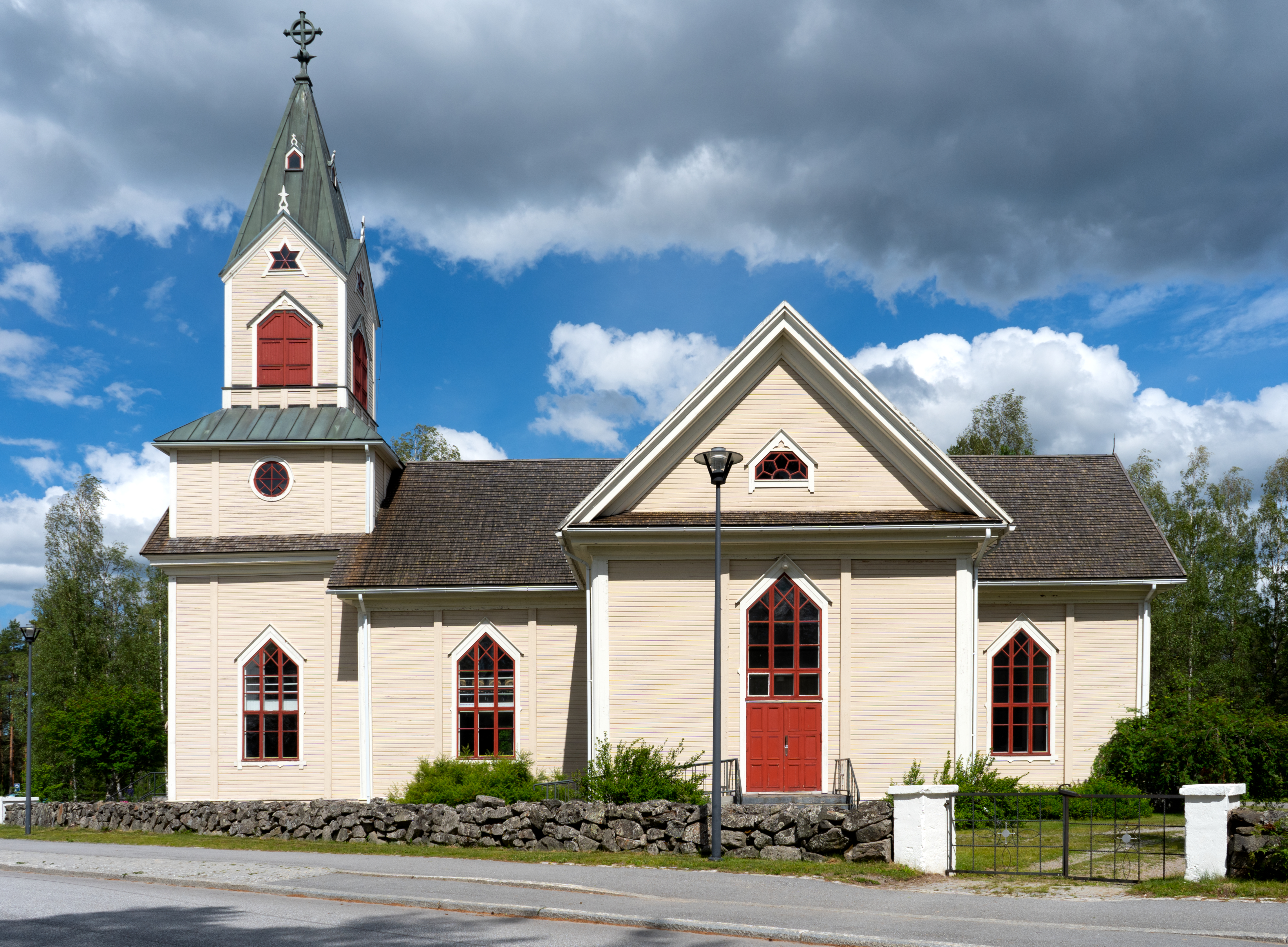
Església de Lestijärvi (1827)

L'àrea del llac Lestijärvi i l'actual municipi en l'edat mitjana era una zona deshabitada pertanyent al municipi de Jämsä. Tot i que Gustau I de Suècia intentà a mitjans del segle XVI poblar la zona amb gents arribades de Savònia, els habitants de Jämsä respongueren violentament per a defendre les seues terres i la colonització fou testimonial. El 1578 es construí una capella vora el llac, tot i que amb molt pocs feligresos i amb una clara intenció de lluita contra el paganisme. Durant els segles XVIII i XIX, la zona prosperà com a lloc de producció de quitrà i el poble passà a tindre uns cents d'habitants, tot i que mai arribà a ser un assentament important. En els últims anys, entre 2012 i 2022, el municipi oferí 1000 euros durant 10 anys per fill nascut amb l'objectiu de revertir el despoblament de Lestijärvi.

## Demografia
| Gràfica d'evolució de Lestijärvi entre 1980 i 2020 |
|                                                    |

## Transport
- Carreteres nacionals de Finlàndia
  - 58